# برج تيليكوم
برج تيليكوم (بالملايوية: Menara Telekom)‏ هو ناطحة سحاب في كوالالمبور بماليزيا. يبلغ طوله 310 متر (1000 قدم) وبعدد 55 طابقا. بدأ بناؤه في سنة 1998 وانتهى في سنة 2001. افتتح المبنى بشكل رسمي في فبراير 2003 من قبل رئيس الوزارء الماليزي مهاتير محمد.
يضم المجمع أيضا مسرحا قادرا على استيعاب 2500 شخص، ومسجد كبير ومنشأة رياضية.

## المستأجرون
من أشهر المستأجرين :
- باسف
- دي إتش إل إكسبريس
- هنكل
- يونيليفر